# Kudai (banda espanhola)
Kudai é uma banda do País Basco, uma região da Espanha. A música do Kudai é uma mistura de thrash metal e metal industrial. O grupo foi formado em 2002 e possui três álbuns lançados.

## História
A banda Kudai foi formada em 2002, na cidade de Gipuzkoa, no País Basco, uma região separatista da Espanha, pelo guitarrista Bortx e pelo baixista Ekaitz. Pouco depois, os dois convidaram o guitarrista e vocalista David para fazer parte da banda. Somente meses mais tarde é que um baterista foi selecionado para integrar o Kudai, baterista este conhecido como Tito. Ao contrário de outras bandas, que preocupam-se, num primeiro momento, em lançar uma demo ou EP antes de um álbum, os integrantes do Kudai começaram imediatamente a compor músicas para um álbum desde o início.
Apesar dos esforços da banda, somente em maio de 2004 é que este álbum, de nome Hutsa, foi lançado no mercado. A banda colheria outros bons frutos ainda em setembro de 2004, pois conseguiram lançar seu primeiro videoclipe, para a música Ni naiz. A mesma música foi também remixada, ganhando uma versão dance music e sendo renomeada como NxN. Algo que ficou evidente desde o primeiro álbum do Kudai, e que se manteria pelos trabalhos seguintes é que todas as músicas do grupo são cantadas em basco, o que evidencia a falta de preocupação de seus integrantes em conseguir fãs fora de sua terra natal. Letras em seu idioma pátrio também deixam claro o sentimento de nacionalismo que transborda nas letras de suas músicas, pregando a liberdade do País Basco.
Em 2005 o Kudai iniciou as gravações de seu segundo álbum. O trabalho, finalizado em 2006, recebeu o nome de Anima Eroslea. Este álbum contou ainda com a participação de músicos de outras bandas do País Basco. O trabalho foi tão bem recebido por fãs e pela crítica que o Kudai passou a se apresentar em regiões fora do País Basco, incluindo shows em Madrid, Barcelona, Valencia e Saragoça.
Em 2008 o Kudai preparava-se para iniciar as gravações do seu terceiro álbum quando lhe ocorreu a primeira mudança de formação. O baixista Ekaitz deixou o grupo, sendo substituído por Urtzi Olaziregi. Só então iniciaram a gravação de Shah Mat, seu terceiro álbum, contendo onze músicas, todas em idioma basco, como de hábito.

## Integrantes
- David – vocal e guitarra
- Bortx – guitarra
- Tito – bateria
- Urtze – baixo

### Ex-Integrantes
- Ekaitz

## Discografia
- Hutsa (2004)
- Arima Eroslea (2006)
- Shah Mat (2009)
- Arezko Dorreak (2013)